# Jean François Duval
Jean-François Duval était un homme politique français né le 4 octobre 1751 à Fresville dans le département de la Manche et décédé le 27 janvier 1800 au même endroit. Il était cultivateur de profession et a exercé les fonctions d'administrateur du département. De 1791 à 1792, il a été élu député de la Manche et siégeait dans la majorité. Cependant, il a démissionné le 22 mai 1792 et a été remplacé par Jean Joseph Yver de La Bruchollerie pour le reste de son mandat.

## Sources
- « Jean François Duval », dans Adolphe Robert et Gaston Cougny, Dictionnaire des parlementaires français, Edgar Bourloton, 1889-1891 [détail de l’édition]